# 패트릭 히본

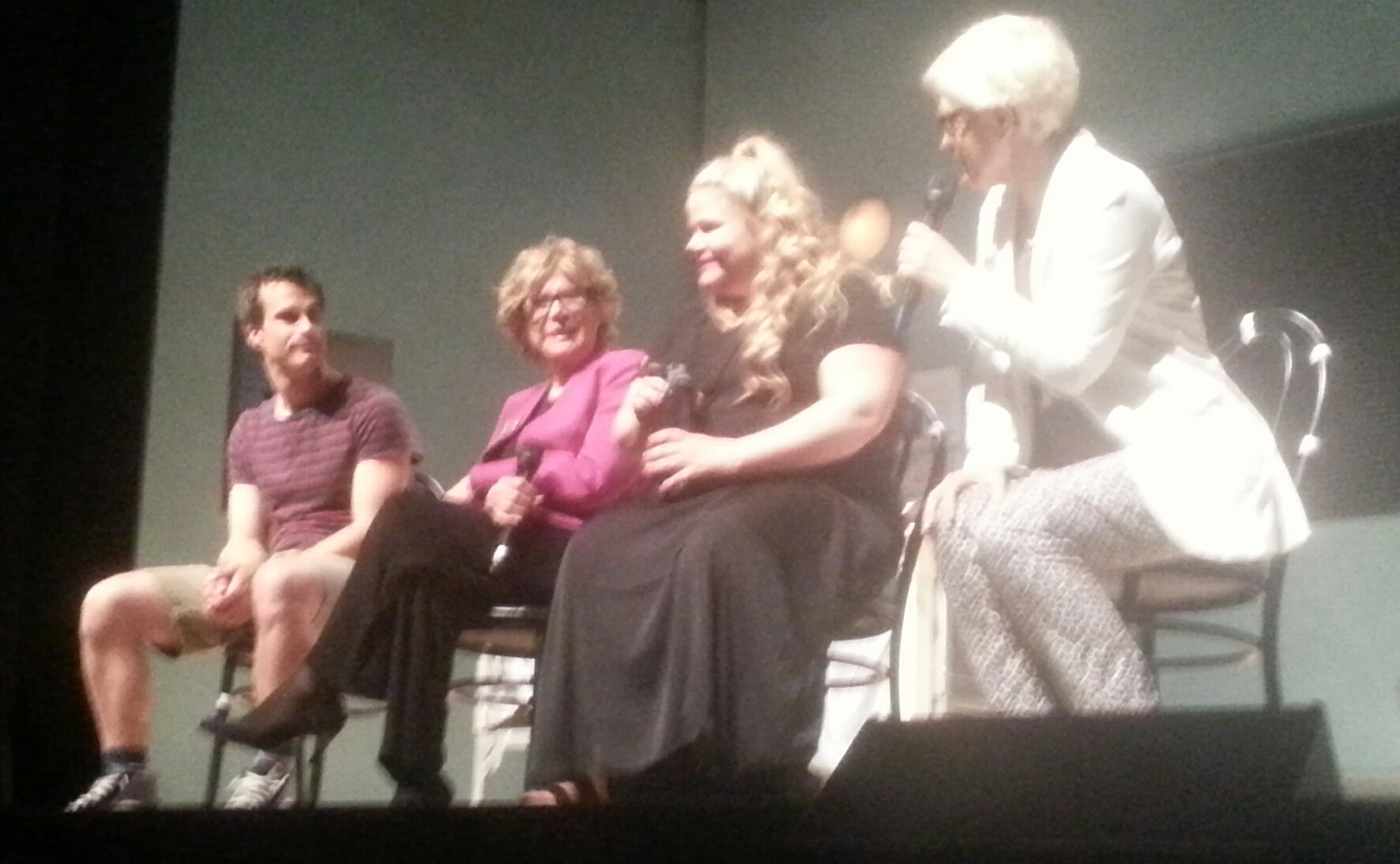

패트릭 히본(Patrick Hivon, 1975년 7월 5일 ~ )은 캐나다의 배우, 영화배우, 텔레비전 배우이다.
퀘벡주에서 태어났다.

## 영화
- 배드 시즈 (2015년)
- 빌 마리 (2015년)